# Cocculinoidea
Cocculinoidea Dall, 1882 è una superfamiglia di molluschi gasteropodi marini della sottoclasse Neomphaliones, unica superfamiglia dell'ordine Cocculinida Haszprunar, 1987

## Tassonomia
Comprende due famiglie:
- Bathysciadiidae Dautzenberg & H. Fischer, 1900
- Cocculinidae Dall, 1882